# Xylophrurus nigricornis
Xylophrurus nigricornis là một loài tò vò trong họ Ichneumonidae.